# Hafen Lubmin
Die Hafen Lubmin ist ein Hafen im Nordosten Mecklenburg-Vorpommerns östlich des Seebads Lubmin. Der Hafen liegt am Greifswalder Bodden zwischen der Peenemündung und Greifswald. Das Eigentum des Industriehafens liegt beim Zweckverband Energie- und Technologiestandort Freesendorf (ETF), der wiederum von den drei Standortgemeinden Lubmin, Kröslin und Rubenow getragen wird.

## Güterumschlag
Die Abmessungen des Hafenbeckens betragen 900 × 94 Meter bei einer Tiefe von sieben Metern. Damit können Schiffe bis zu einem Tiefgang von 6,1 Meter und einer Länge von bis zu 120 Metern den Hafen nutzen. Es stehen sechs Liegeplätze zur Verfügung, die sich auf eine 855 Meter lange Kaikante verteilen, davon fünf mit Gleisanschluss. Neben einer 100 × 30 Meter großen Schwerlastfläche existiert eine Lagerfläche von 135 × 30 Meter.

## Geschichte
Der Hafen wurde am 9. August 2006 im Beisein des damaligen Ministerpräsidenten Harald Ringstorff eingeweiht. Der Hafen ist Teil eines Energie- und Industrieparks Lubminer Heide, mit dem die frei gewordene Fläche um das Kernkraftwerk Greifswald genutzt werden soll. Die Landesregierung erhofft sich durch den Bau „eine wesentliche Voraussetzung für Industrie- und Gewerbeansiedlungen auf dem Gelände des ehemaligen Kernkraftwerks und damit für die Entwicklung des Industrie- und Gewerbeparkes Lubmin“ zu schaffen.
Zwei Monate später wurde die erste Schiffsabfertigung vorgenommen (Rundholz für den Export). Mit der Ansiedelung von Metall verarbeitenden Betrieben wurden im Jahr 2007 zusätzlich Stahlgüter umgeschlagen.

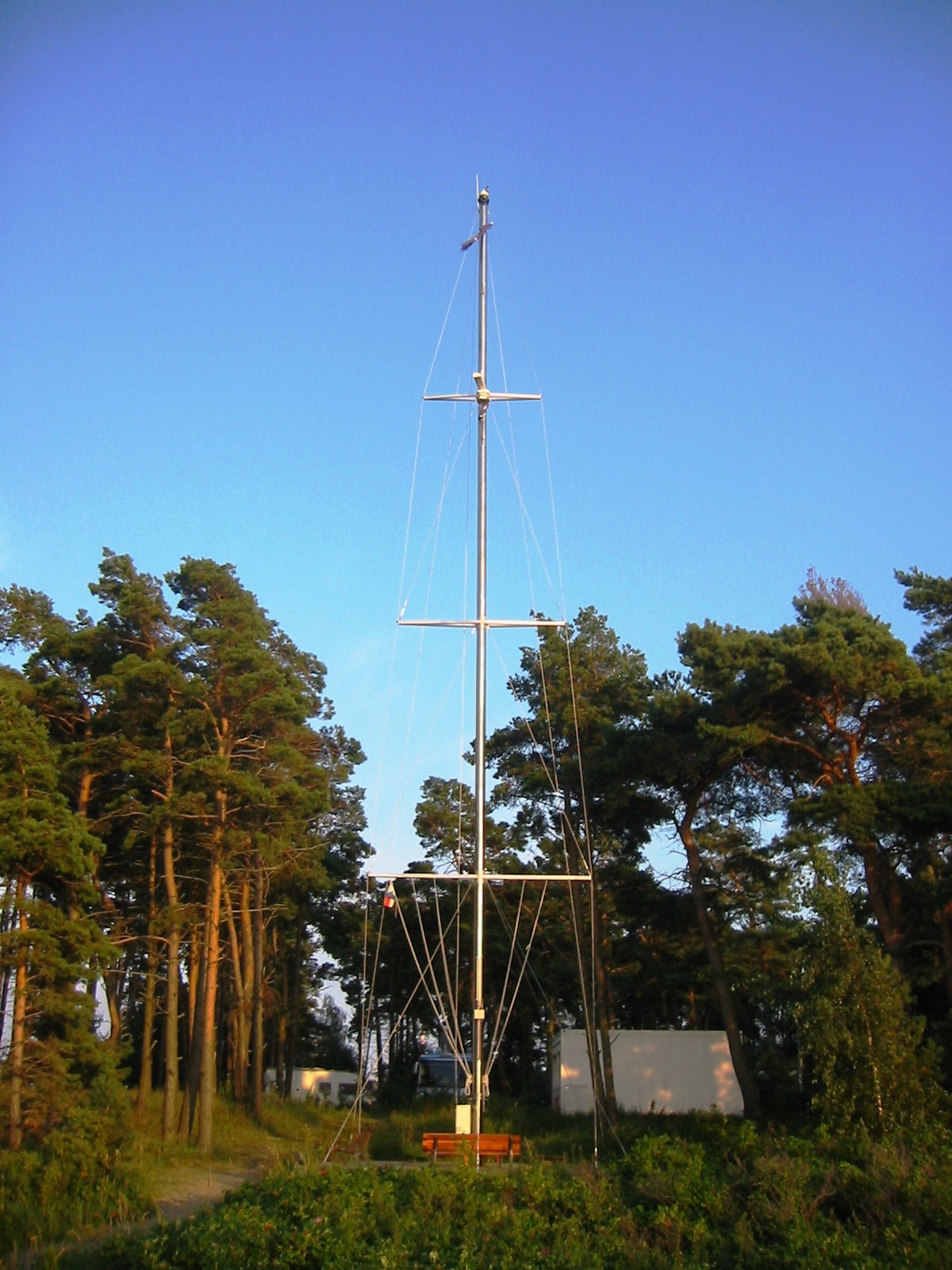
Flaggenmast der Marina

2008 wurde ein 27 m hoher Flaggenmast errichtet, der neben UKW-Seefunk, Radar, AIS, WLAN auch über eine Webcam sowie eine Flugsicherungseinrichtung und eine Windmessanlage verfügt.
2009 erhielt der Hafen einen Gleisanschluss von der Bahnstrecke Schönwalde–Lubmin.
Im April 2010 eröffnete die Nord Stream AG gemeinsam mit der WINGAS-Gruppe einen Pipeline-Info-Point. Mit diesem Informationsstand wollte man Bürger und Gäste über das OPAL-Pipeline-Projekt informieren. Zu diesem Zweck haben die Betreiber unter anderem je ein Exemplar der OPAL-Onshore- und Nord-Stream-Offshore-Rohrsegmente ausgestellt.
Im Jahr 2013 wurden im Hafen Lubmin 80.000 Tonnen Güter umgeschlagen (2012: 140.000 t).
Zum 1. Januar 2021 übernahm die Schramm Ports & Logistics den Betrieb des Industriehafens Lubmin als 17. Hafenstandort innerhalb der Gruppe, um ihn zusammen mit dem Eigentümer als Lubmin Port zu einem Universalhafen weiterzuentwickeln.

## Erreichbarkeit

### Anreise auf Straße
Auf der Straße ist der Hafen über die A 20, Ausfahrt Gützkow zu erreichen. Über Greifswald erreicht man nach etwa 3 km hinter der Ortseinfahrt Lubmins den Freesendorfer Weg, der über die Straße „Am Hafen“ an der Westseite des Hafens endet.

### Fußweg von Lubmin
Seit 2014 existiert ein durchgängiger, mit Bohlen belegter Wanderweg, der von der Seebrücke Lubmins aus zum Hafen führt.

### Anreise per ÖPNV
Vom Bahnhof Greifswald geht es zum ZOB weiter mit der Buslinie 518 bis zum Ortszentrum der Gemeinde Lubmin. In den Sommermonaten fährt der Bus auch noch den Hafen an.

### Eisenbahn-Anschluss
Seit 2009 führt ein Anschlussgleis von der Bahnstrecke Schönwalde–Lubmin zur Westseite des Hafens Lubmin und bietet direkte Umschlagmöglichkeiten am Kai.

### Anreise per Schiff
Fährt man mit dem Boot von Stralsund aus, so kann am östlichen Ausgang des Strelasunds ab der Tonne 4 (Fl.R.4s) ein Kurs von 222° angelegt werden. Anschließend wird das befeuerte Tonnenpaar LU 1 / LU 2 genutzt. Aus östlicher Richtung legt man ab der Tonne Q 22 einen Kurs von 222° an, um LU 1 und LU 2 zu erreichen.

## Kritik
Der Ausbau des Hafens ist bei den Betreibern der übrigen drei Häfen in der Region auf Kritik gestoßen. So wird der SPD-Kreistagsabgeordnete Jürgen Kanehl mit den Worten zitiert: „Wir haben vier Standorte, die sich gegenseitig Konkurrenz machen. Das ist eine Situation, die ich für grundsätzlich falsch halte“. Teilweise herrschte die Vorstellung, dass der Hafen nur als Umschlagplatz für die Industriebetriebe dienen sollte. Zwischenzeitlich wurde jedoch der Holzumschlag von Wolgast nach Lubmin verlagert.
Es wurde befürchtet, dass es durch den Bau des Hafens sowie die Verlängerung der Molen zu einem Küstenrückgang „vor allem im Bereich der Halbinsel Struck und des Freesendorfer Hakens“ kommt.
Der Vorsitzende des damaligen Betreiber-Zweckverbandes, Wolfgang Woy, machte deutlich, dass die Zufahrt zum Hafen mit der Zeit versande. So habe sich die einst vorhandene Tiefe von sieben Metern um bis zu einem Meter reduziert. Größere Schiffe könnten so den Hafen nicht mehr anlaufen.

## Sportboothafen

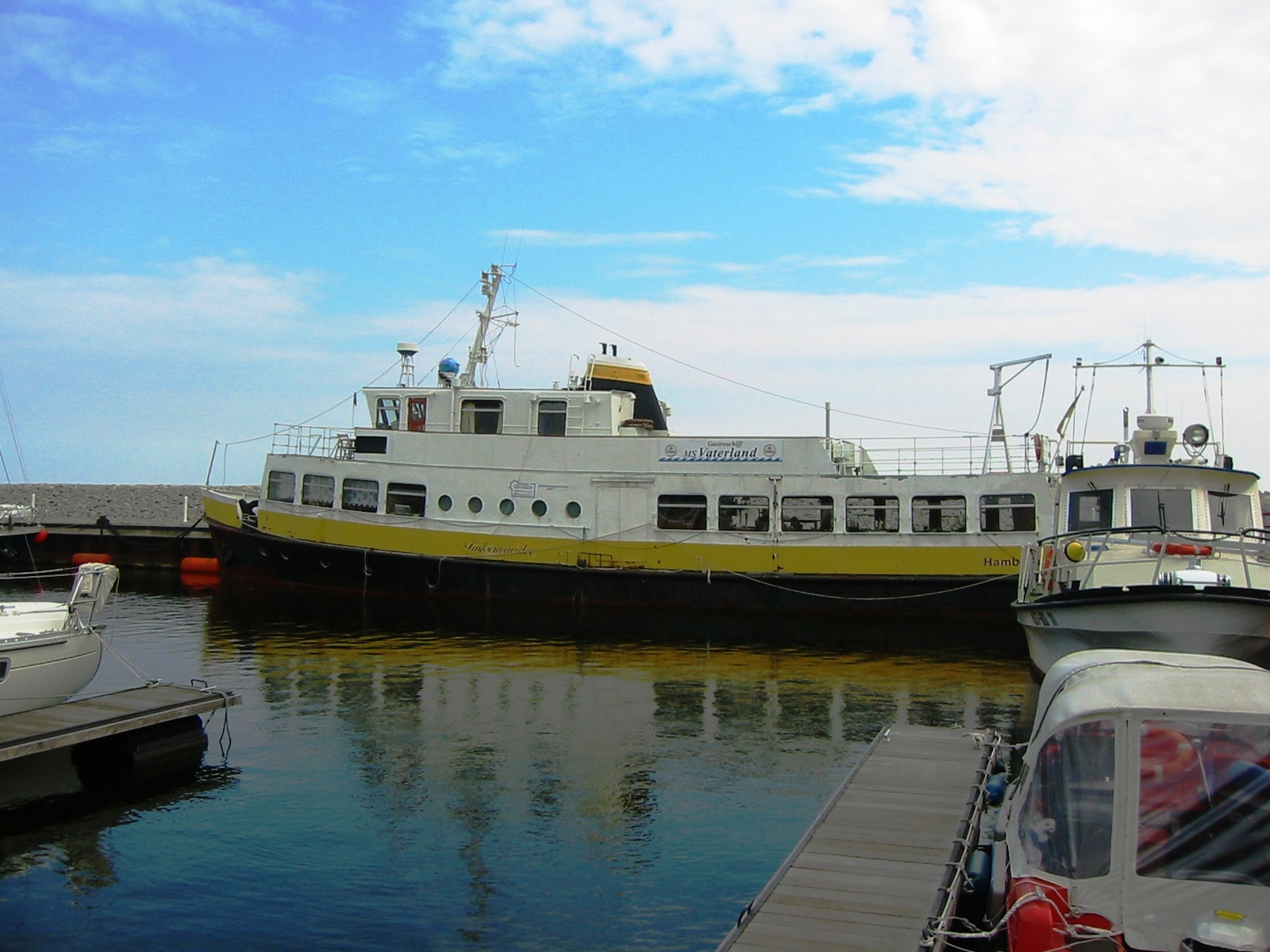
Gastronomieschiff Vaterland in der Marina Lubmin

An der Nordwestseite des Hafens liegt der Sportboothafen Lubmin. Er verfügt über drei Schwimmsteganlagen mit 10 m und 8 m Anlegestegen, die durch eine Mole vom Wellengang im Greifswalder Bodden geschützt sind. Es sind etwa 180 Liegeplätze vorhanden. Die Versorgung mit Wasser und Strom (230 V, 400 V bei 6 A) sowie Beleuchtung sind möglich. Eigentümer des Yachthafens ist die Marina Lubmin GmbH.

## Sonstiges
Im Hafen liegt die Vaterland, ein ehemaliges Schiff der Kriegsmarine aus dem Jahr 1942. Es wurde als Sperrübungsfahrzeug C 32 gebaut und als Bergungsschlepper und Minenleger im Zweiten Weltkrieg eingesetzt. Anschließend erhielt sie den Namen Aktivist und war in einem VEB im Einsatz. 1975 erfolgte ein Umbau und anschließender Einsatz in der „Weißen Flotte“ in Rostock. Von 1990 bis 1993 hieß es Hanseat, um von 1994 bis 1997 unter dem heutigen Namen Vaterland für Hafenrundfahrten in Wismar zum Einsatz zu kommen. 1997 wurde es nach Hamburg verkauft und fuhr als Finkenwerder auf der Elbe. 2006 schließlich wurde es als provisorisches Restaurantschiff in der Marina eingesetzt und befindet sich seitdem im Hafen. Die Maschinenanlage kann besichtigt werden.
Ein Teil des ausgebaggerten eiszeitlichen Feinsandes wurde in Lubmin zum Küstenschutz aufgeschüttet. Der Strand konnte dadurch um bis zum 50 Meter verbreitert werden.